# Ariosoma mauritianum
Ariosoma mauritianum är en fiskart som först beskrevs av Pappenheim, 1914.  Ariosoma mauritianum ingår i släktet Ariosoma och familjen havsålar. Inga underarter finns listade i Catalogue of Life.